# وسیولایا روشچا
وسیولایا روشچا (به لاتین: Vesyolaya Roshcha) یک منطقهٔ مسکونی در روسیه است که در باشقیرستان واقع شده‌است.